# قناة الكوثر
قناة الكوثر وهي قناة فضائية  بدأت نشاطاتها باللغة العربية منذ عام 1980 باسم قناة سَحَرْ الفضائية لمدة ساعة واحدة يومياً
تغير اسم هذه القناة إلى قناة الكوثر الفضائية في سنة 2006 ووصلت ساعات البث لهذه القناة إلى 24 ساعة يومياً في عام 2010.
تهدف قناة الكوثر إلى نشر الفكر الإسلامي المحمدي الأصيل وفكرة أهل البيت حسب عقيدة الشيعة وذلك عبر باقة من البرامج المتنوعة والتي تتعرض لمختلف المجالات الإنسانية والدينية والفكرية والاجتماعية وتهدف إلى نشر الوعي لدى المشاهدين وذلك من خلال ابراز نقاط القوة عند الأمة الإسلامية والدعوة إلى الوحدة والتعاضد ما بين المسلمين الذين عليهم أن يكونوا كالجسد الواحد عملاً بنص القرآن الكريم الذي دعى المسلمين إلى أن يكونوا صفاً واحداً كالبنيان المرصوص.
وبناء عليه تقدم قناة الكوثر برامج متنوعة وهي عبارة عن برامج دينية وثقافية وسياسية واقتصادية واجتماعية وعدد من البرامج الأخرى وكذلك تقدم القناة يومياً أربع نشرات إخبارية مفصلة تتضمن تعليقات من المتخصصين والمحللين السياسيين.
و هناك أيضاً برامج مسجلة في مواضيع مختلفة وبرامج تبث على الهواء مباشرة يتم من خلالها طرح آراء المشاهدين لأسئلتهم وعرض مداخلاتهم على أصحاب الاختصاص وعرض اقتراحاتهم على مسؤولي البرامج.
بإمكان المشاهدين في كل أنحاء العالم التقاط برامجنا على الأقمار الصناعية هوت بيرد، عرب سات7 وأتلانتيك بيرد على الإنترنت عبر هذا الموقع.

## الموقع الإلكتروني
تعرض موقع قناة الكوثرعلى الشبكة العنكبوتية للإغلاق من قبل الولايات المتحدة الأمريكية مع عدد أخر من المواقع المشابهة .